# Banogne-Recouvrance
 Banogne-Recouvrance  es una población y comuna francesa, en la región de Champaña-Ardenas, departamento de Ardenas, en el distrito de Rethel y cantón de Château-Porcien.

## Demografía
| 265 | 216 | 194 | 166 | 128 | 139 |
| Para los censos de 1962 a 1999 la población legal corresponde a la población sin duplicidades (Fuente: INSEE [Consultar]) |     |     |     |     |     |